# ウォルター・スウィンバーン
ウォルター・R・スウィンバーン（Walter R. Swinburn 、1961年8月7日 - 2016年12月12日）は、イギリス、アイルランドおよび国際的に活躍した元平地競馬の騎手である。

## 経歴
“クワイアボーイ”（少年聖歌隊員。あんちゃん、若造の意も）とあだ名されたスウィンバーンは、1978年7月12日ケンプトンパーク競馬場でパディーズラック (Paddy's Luck) に騎乗し初勝利をあげたが、その名を高めたのは1981年のエプソムダービーを10馬身差のレコードで制したスーパースター、シャーガー (Shergar) への騎乗だった。その後更に2度エプソムダービーを制している。 
1983年、オールアロング (All Along) に騎乗して凱旋門賞に勝利、その後この牝馬は北米の大レース（ワシントンD.C.インターナショナル、カナディアンインターナショナルステークス（ロスマンズインターナショナル）、ターフクラシック）を3連勝し、1983年のエクリプス賞年度代表馬の栄誉を獲得した。1996年にはピルサドスキー (Pilsudski) に騎乗し、ドイツのバーデン大賞とウッドバイン競馬場のブリーダーズカップ・ターフを制した。
8つの英国クラシックを含む多くのG1競走の勝者として引退した後、スウィンバーンは2004年に調教師のライセンスを取得し、英国ハートフォードシャー、トリングのチャーチ・ファームを中核とするウォルター・スウィンバーン・レーシングステーブルを運営していた。
2016年12月12日、死去。満55歳没。

## 主な騎乗馬
- シャーガー Shergar
- シャリーフダンサー Shareef Dancer
- オールアロング All Along
- シャーラスタニ Shahrastani
- インディアンクイーン Indian Queen
- ハトゥーフ Hatoof
- ラムタラ Lammtarra
- ピルサドスキー Pilsudski

## 主な勝鞍（英・愛）
- エプソムダービー - 1981 Shergar, 1986 Shahrastani, 1995 Lammtarra
- キングジョージ6世&クイーンエリザベスステークス - 1981 Shergar
- ジュライカップ - 1981 Marwell, 1986 Green Desert, 1987 Ajdal
- クイーンエリザベス2世ステークス - 1982 Buzzards Bay, 1985 Shadeed, 1989 Zilzal
- アイリッシュダービー - 1983 Shareef Dancer,1986 Shahrastani
- ヨークシャーオークス - 1985 Sally Brown
- フィリーズマイル - 1985 Untold
- コロネーションステークス - 1986 Sonic Lady, 1992 Marling, 1998 Exclusive
- デューハーストステークス - 1986 Ajdal
- インターナショナルステークス - 1986 Shardari, 1993 & 94 Ezzoud, 1995 Halling
- サセックスステークス - 1986 Sonic Lady, 1989 Zilzal
- スプリントカップ - 1986 Green Desert, 1987 Ajdal
- エプソムオークス - 1987 Unite
- アイリッシュオークス - 1987 Unite, 1988 Melodist
- 2000ギニー - 1988 Doyoun
- フィーニクスステークス - 1988 Superpower, 1998 Lavery
- 1000ギニー - 1989 Musical Bliss, 1992 Hatoof, 1993 Sayyedati
- アイリッシュ2000ギニー - 1989 Shaadi
- セントジェームスパレスステークス - 1989 Shaadi
- ロッキンジステークス - 1990 Safawan, 1995 Soviet Line
- ナッソーステークス - 1990 Kartajana, 1994 Hawajiss
- アスコットゴールドカップ - 1991 Indian Queen
- チェヴァリーパークステークス - 1991 Marling, 1992 Sayyedati
- コロネーションカップ - 1992 Saddlers' Hall
- アイリッシュ1000ギニー - 1986 Sonic Lady, 1992 Marling
- チャンピオンステークス - 1993 Hatoof
- エクリプスステークス - 1994 Ezzoud, 1995 Halling
- ミドルパークステークス - 1995 Royal Applause

## 主な勝鞍（英・愛以外）
- アベイ・ド・ロンシャン賞 - 1981 Marwell
- 凱旋門賞 - 1983 All Along
- ロスマンスインターナショナル - 1983 All Along
- ターフクラシック - 1983 All Along
- ワシントンD.C.インターナショナル - 1983 All Along
- オペラ賞 - 1983 Royal Heroine, 1985 Bella Colora, 1992 Hatoof
- パリ大賞 - 1986 Swink
- ムーラン・ド・ロンシャン賞 - 1986 Sonic Lady
- E.P.テイラーステークス - 1986 Ivor's Image, 1992 Hatoof
- オークスイタリアーノ - 1986 Ivor's Image, 1988 Melodist, 1991 Possessive Dancer, 1998 Zomaradah
- ドイチェスダービー - 1988 Luigi
- ロワイヤルオーク賞 - 1990 Indian Queen
- オカール賞 - 1992 Adieu au Roi
- ノアイユ賞 - 1993 Fort Wood
- ジャック・ル・マロワ賞 - 1994 Sayyedati
- ジャン・ド・ショードネイ賞 - 1994 Petit Loup
- モルニー賞 - 1995 Tagula
- ブリーダーズカップ・ターフ - 1996 Pilsudski
- バーデン大賞 - 1996 Pilsudski